# 수춘도
수춘도(绣春刀, Brotherhood of Blades)는 중국에서 제작된 루 양 감독의 2014년 액션, 멜로/로맨스 영화이다. 장첸 등이 주연으로 출연하였다.

## 출연

### 주연
- 장첸
- 류시시
- 왕첸웬

### 조연
- 엽청
- 섭원
- 주단
- 조립신